# 走西口 (电视剧)
《走西口》是一部中国大陆电视剧，2009年1月2日开始在央视一套首播，共52集。此剧剧情背景是清末、民国初期，山西祁县的田家走西口的故事。

## 主要演员
- 田　青－－杜　淳饰
- 豆　花－－苗　圃饰
- 梁满囤－－富大龙饰
- 裘巧巧－－张嘉文涵饰
- 田耀祖－－侯天来饰
- 淑　贞－－王　静饰
- 徐木匠－－储智博饰
- 田丹丹－－赵小艺饰
- 翠　翠－－张晶晶饰
- 王南瓜－－陈　铮饰
- 龚文佩－－王俊人饰
- 刘一刀－－杜志国饰
- 二当家－－修　革饰
- 山里豹子－张　杰饰
- 诺颜王子－黑　子饰
- 田老太太－吕　中饰
- 梁　父－－李玉峰饰
- 梁　母－－贾雨岚饰
- 何掌柜－－曹　力饰
- 黄先生－－汪永贵饰
- 夏　三－－王　戎饰
- 傻大个子－阿　威饰
- 裘老板－－马　捷饰
- 瘦　猴－－唐以诺饰
- 老　赵－－王长虹饰
- 邹老板－－韩童生饰
- 巴特儿－－宏通巴图饰

## 劇情簡介
《走西口》讲述民国初期一群饱受生活所迫的山西人，背井离乡走西口的悲凉故事。用真实的视角记录了山西人走西口的那段艰辛的历史。
和《闯关东》题材类似，《走西口》讲述身在异地的创业史。剧中由杜淳扮演的男一号田青由于父亲嗜赌败家家里从小立志重振家业随着他们的渐渐长大，田青与梁满囤一起踏上了“走西口”的道路，在历经无数挫折之后，田青终于赎回了大宅，他们用自己的汗水、泪水、甚至是血水，在西北的草原、荒漠中走出了一条自己的经商之路。整个故事想要表达给观众的是，只有通过自己的拼、自己的闯、最后才能成功。之前的《乔家大院》也是反映山西人晋商的题材，《走西口》是结合《乔家大院》的晋商题材把晋商文化的背景放大，扩展到了儒文化的层面上，着重展现山西人拼搏奋斗的历史。

## 评价
剧集作为央视2009年的开年大戏，替换掉之前受到特别关注的《人间正道是沧桑》，因此收到广泛关注。

### 批评
- 剧集播出之后，不少观众批评剧中人物的配音，在全剧台词均为普通话的基础上，独独把“我”字发音改成山西方言中的“额”，单单一个字的山西发音在普通话台词当中分外刺耳。[2]
- 剧中人物的台词中，把“三民主义”解释成了“民主、民权、民生”，实际上“三民主义”指的应该是“民族、民权、民生”，这受到了观众的非议。[3]
- 有网友对编剧和导演的不负责任表示不满，甚至批评《走西口》“侮辱山西人”。[4]
- 剧中出现多出谬误，如：网友提到剧中袁世凯复辟称帝是在1915年12月13日，当时包头是一个镇，袁世凯复辟前，田青受到包头县长的诬陷而入狱。“这段情节显然与史实不符。包头镇怎么会有县长呢？包头成为县是十几年后的事。后来央视也承认因播出仓促而造成剧情硬伤。[5]
- 在整个剧集播出结束之后，很多批评主要针对“情节拖沓凌乱”、“主人公性格塑造失败”、“说教形式严重”等缺陷[6]，多数评论指出《走西口》难以突破之前的《乔家大院》、《闯关东》等相似题材的电视剧。[7]

### 赞赏及获奖情况
- 由于《走西口》体现的是中国历史上三次人口大迁移中历史最为悠久的一次，而播出当下正是全国的“春运”热潮，“人文关怀”成为《走西口》最大的看点。[7]
- 有评论赞赏编剧对次要人物，如田耀祖、梁满囤等的刻画。[6][8]

## 节目变迁
| 央视一套 黄金剧场 週一至週日 20:00~22:00 | 央视一套 黄金剧场 週一至週日 20:00~22:00               | 央视一套 黄金剧场 週一至週日 20:00~22:00 |
| ---------------------------------------- | ------------------------------------------------------ | ---------------------------------------- |
|                                          | 走西口 （2009.1.2 - 2009.1.31）                        |                                          |
| 十万人家 （2008.12.12 - 2008.12.30）     | 清凌凌的水蓝莹莹的天 (第二部) （2009.2.1 - 2009.2.21） |                                          |